# E933 (trasa europejska)
E933 – trasa europejska łącznikowa (kategorii B), biegnąca przez Włochy. Długość trasy wynosi 45 km. Przebieg: Alcamo - Trapani.